# Las seis banderas de Texas

Las "seis banderas" en el reverso del escudo de Texas.

«Seis banderas sobre Texas» (en inglés: Six Flags over Texas) es el lema utilizado para describir las seis naciones que han ejercido su soberanía sobre alguna de las partes de lo que hoy es el estado de Texas. Este lema se muestra en centros comerciales y empresas; y da nombre a la cadena de parques de atracciones Six Flags, fundada en Texas.
Además, las representaciones de las banderas de dichas naciones se pueden encontrar en todos los rincones de este territorio norteamericano, como en el exterior del Museo Estatal de Historia (Bob Bullock Texas State History Museum) o en la Biblioteca y Comisión de Archivos Estatal de Texas (Texas State Library and Archives Commission), ambos situados en Austin. Las "seis banderas" aparecen también en el reverso del Sello de Texas.

## Las banderas de las seis naciones principales
| Nación                                                         | Bandera | Etapa de dominio                                        | Descripción |
| -------------------------------------------------------------- | --- | ------------------------------------------------------- | --- |

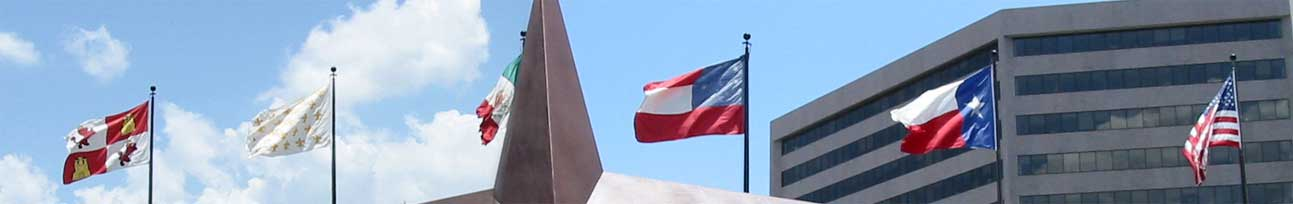
Las "seis banderas" de Texas en el exterior del Museo Estatal de Historia en Austin.

| (1) Imperio español                                            | Estandarte de la Corona de Castilla y León Pabellón de guerra y bandera del Reino de España                                 | Desde 1529 hasta 1685 y desde 1690 hasta 1810           | En primer lugar aparece la bandera que corresponde al Imperio español. Durante el período de dominio español hubo varias banderas de representación estatal, real y militar; aunque a menudo se usa alguno de los dos modelos siguientes: - El primero es la bandera cuartelada de Castilla y León que corresponde a la Corona de Castilla y León, que fue el reino al cual se incorporaron los nuevos territorios descubiertos en el Nuevo Mundo dentro de la Corona Española. Este diseño está compuesto por los elementos de la heráldica castellana y leonesa desde 1230: cuartelado en cruz o contracuartelado, con el primer y cuarto cuarteles: sobre campo de gules, un castillo de oro almenado de tres almenas, mamposteado de sable y clarado de azur y el segundo y tercero cuarteles: sobre campo de plata, un león rampante de púrpura, linguado, uñado y armado de gules, coronado de oro. Actualmente, esta bandera representa a la comunidad autónoma de Castilla y León en España. - El segundo modelo corresponde al pabellón naval español desde 1785 hasta 1843 y bandera nacional de España desde 1843 hasta 1931. Está compuesto de tres franjas horizontales: roja, gualda y roja. La franja central es el doble de ancha que las laterales y contiene una versión simplificada elíptica del escudo de España (con los cuarteles de Castilla y León) situado a un tercio del largo hacia el asta. Esta bandera continúa siendo la bandera nacional de España desde 1939 hasta la actualidad, pero con variaciones en el escudo. La bandera de la Cruz de Borgoña, usada como enseña ultramarina del Imperio español y por fuerzas navales y terrestres españolas desde el siglo XVI, es exhibida en antiguos fuertes y monumentos españoles en varios países de Hispanoamérica y algunos estados norteamericanos en recuerdo de la herencia española. |
| (2) Francia                                                    | Estandarte real de la monarquía francesa.                                                                                   | Desde 1684 hasta 1688                                   | La segunda bandera representa a Francia. La presencia francesa en Texas fue efímera con el establecimiento de un fuerte que desapareció en pocos años. Cuando se despliega la bandera francesa entre las "seis banderas" se utilizan varios diseños diferentes. Estos se corresponden a los símbolos dinásticos de la monarquía francesa, que desde de los Capetos incluyen la flor de lis en sus estandartes. La versión más utilizada en la época del efímero dominio francés es la que incluye el escudo de armas en la parte central. |
| (3) México                                                     | Bandera del Primer Imperio Mexicano de Iturbide Bandera de la República de México de López de Santa Anna.                   | Desde 1810 hasta 1836                                   | La tercera bandera corresponde a México, nación de la cual Texas formó parte tras la independencia de la misma. Esta bandera fue la primera en representar a una nación soberana surgida tras la época del Virreinato de Nueva España. La tricolor mexicana consiste en un rectángulo dividido en tres franjas verticales de igual proporción, de colores verde, blanco y rojo ordenados a partir del asta, con el escudo se encuentra al centro de la franja blanca y consiste en un águila real devorando a una serpiente que mantiene sostenida además de con su pico, con la garra de su pata derecha, el águila se encuentra posada sobre un nopal situado en un islote sobre el lago de Texcoco representado por un glifo náhuatl, según relata una leyenda azteca. Esta enseña ondeó en Texas hasta 1836, cuando ésta se constituyó en república independiente. Los diferentes modelos que ha tenido la bandera de México han mantenido la misma morfología y los mismos colores pero el escudo ha experimentado variaciones, concretamente en la ilustración del águila real.. |
| (4) Texas (como república y como estado de la Unión Americana) | Bandera de Burnet adoptada en 1836 Bandera de Texas                                                                         | Desde 1836 hasta 1845                                   | La cuarta bandera corresponde a la República de Texas de 1836 a 1845. La república independiente tuvo dos banderas nacionales durante su historia: - La primera es la llamada "Bandera de Burnet" adoptada tras la independencia de Texas respecto a México en 1836, consiste en una estrella de cinco puntas dorada sobre un campo azul. - La segunda, la "Bandera de la Estrella Solitaria" (en inglés: the Lone Star Flag), adoptada en 1838 bajo la presidencia de Samuel Houston es actualmente la bandera oficial del estado y la que habitualmente se representa entre las "seis banderas". Es rectangular, dividida en dos partes horizontales iguales, blanca la superior y roja la inferior, con una franja vertical azul, al asta, de una ancho equivalente a 1/3 del largo de la bandera, sobre la que se sitúa centrada una estrella blanca de cinco puntas. El rojo simboliza la valentía, el blanco la pureza y el azul la libertad. |
| (5) Estados Confederados de América                            | Primera bandera confederada Bandera de guerra y pabellón naval de la Confederación.                                         | Desde 1861 hasta 1865                                   | La quinta bandera perteneció a los Estados Confederados de América desde 1861 hasta 1865, durante la guerra de Secesión, aunque ésta tuvo tres banderas nacionales: - La primera bandera (conocida en inglés como The Stars and Bars, las barras y estrellas) es la que se utiliza normalmente entre las "seis banderas" como referente a este período histórico, aunque nunca fue reconocida como bandera oficial de facto. - Además es posible encontrar la bandera de batalla y pabellón naval por ser éste el icono más representativo hoy en día de los sureños en la guerra de Secesión. Conocida como la Cruz Sureña, está compuesta por una Cruz de San Andrés en azul sembrada de 13 estrellas (representando a cada estado confederado) sobre un campo rojo. |
| (6) Estados Unidos de América                                  | Bandera de los Estados Unidos con 28 estrellas tras la anexión de Texas. Bandera actual de Estados Unidos con 50 estrellas. | Desde 1845 hasta 1861 y desde 1865 hasta la actualidad. | La sexta bandera representa a los Estados Unidos de América, nación en la cual se integró como estado en 1845 y a la que pertenece en la actualidad, salvo durante el período de la guerra civil americana, durante el cual Texas se integró en el bando de los confederados. Desde 1777 la bandera de Estados Unidos ha estado compuesta por 13 barras rojas y blancas que representaban las Trece Colonias británicas que obtuvieron la independencia en 1776 y fundaron la Unión. En la esquina superior izquierda, hay un campo azul sembrado de estrellas. Cada vez que un nuevo estado ingresa en la unión, una nueva estrella es incluida. Texas es el vigésimo-octavo estado y a tal corresponde dicha estrella. En la actualidad, la bandera se compone de 50 estrellas desde 1960. |

## La "séptima bandera"

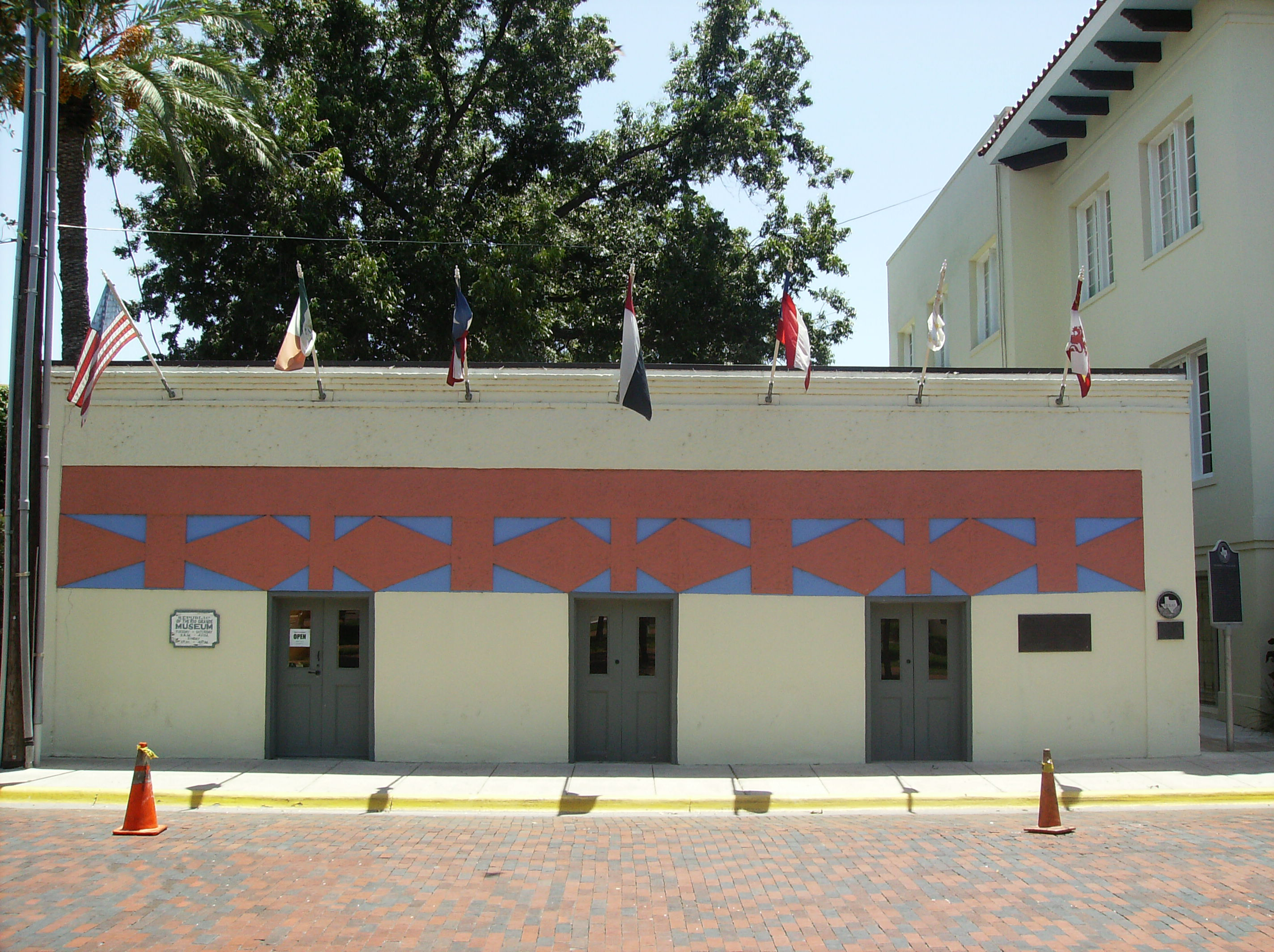
Las "Siete banderas" con la Bandera de Río Grande.

La zona meridional de Texas, tras el río Grande se reconoce heredera de una séptima nación: la República del Río Grande; y como tal, su bandera es izada junto a las otras seis. Es rectangular, dividida en dos partes horizontales iguales, blanca la superior y negra la inferior, con una franja vertical roja, junto al asta se sitúan tres estrellas blancas de cinco puntas.
La razón por la que no se considera una de las "seis banderas" originales en el conjunto Texas es porque ambas, la República de Texas y la República del Río Grande, reclamaban parte del mismo territorio en 1840. Es posible encontrar esta bandera en el periódico local de Laredo, antigua capital de dicha república efímera; en esta publicación se reproducen las "siete banderas" en vez de seis.